# Kefferhausen
Kefferhausen est une commune allemande située dans l'arrondissement d'Eichsfeld en Thuringe.

## Géographie

Situation de Kefferhausen dans l'arrondissement

La commune fait partie de la Communauté d'administration de Dingelstädt.

## Démographie
| 1910 | 1933  | 1939  | 1995 | 2000 | 2005 | 2010 |
| ---- | ----- | ----- | ---- | ---- | ---- | ---- |
| 904  | 1 064 | 1 062 | 823  | 817  | 805  | 778  |